# Milzau
Milzau este o comună din landul Saxonia-Anhalt, Germania.